# Ciga (Navarra)
Ciga (en euskera: Ziga) es uno de los 15 lugares que conforman el Valle de Baztán, situado a unos 50 kilómetros de Pamplona, en Navarra (España). 
En 2018 tenía 188 habitantes. Limita con los pueblos de Almandoz, Aniz y Berroeta que junto a ellos procede a ser el cuartel Basaburua de los cuatro que hay en Baztán. Se encuentra en el denominado Mirador de Baztan, ya que desde él se pueden contemplar unas buenas vista del valle. Su principal edificio es la iglesia parroquial de San Lorenzo, construida entre 1593 y 1603. Otros de los edificios destacables en este pueblo son:
- El palacio de Egozcue
- la casa Indartea
- La casa Iturrigaraia